# Романтики (фільм, 1941)
Про американський однойменний фільм 2010 року див. Романтики (фільм)
«Романтики» — радянський художній фільм 1941 року режисера Марка Донського, за повістю «Чукотка» Тихона Сьомушкіна, знятий на кіностудії «Союздитфільм».

## Сюжет
1920-ті роки, в СРСР йде кампанія ліквідації безграмотності. Випускниця педінституту Тетяна Петрівна їде за тисячі кілометрів від залізниці, в тундру Чукотки, — відкривати тут школу. Але чукчі не довіряють російській жінці, тому що давно звикли до обманів і варварства «російських купців». Разом з начальником культбази Кузнецовим і лікарем Іваном Павловичем, виїжджаючи на стійбища і зустрічаючись з мисливцями і оленярами, вчителька переконує чукчів вчити дітей в школі. Але чукчі, перебуваючи під впливом місцевого шамана, не ведуть дітей не те що в школу, але навіть і в лікарню, навіть якщо діти вмирають. Втративши надію, але не здаючись, молода вчителька завоює довіру чукчів, і їхні діти підуть у створену нею «першу радянську школу в тундрі».

## У ролях
- Ірина Федотова — Тетяна Петрівна, вчителька
- Данило Сагал — Кузнецов, начальник культбази
- Володимир Владиславський — Іван Павлович, лікар
- Лев Свердлін — чукча Тукай
- Анастасія Маркіна — Тінь-Тінь, дружина Тукая
- Михайло Трояновський — шаман
- Іоаким Максимов-Кошкінський — Ульхвиргин
- Сергій Ван-Тен-Тау — Лятуге
- Віктор Упхонов — Таграй, школяр
- Борис Ван-Фу — Матлю, школяр
- Павло Корякін — Таграй, що виріс; льотчик

## Знімальна група
- Режисер — Марк Донськой
- Сценаристи — Тихон Сьомушкін, Федір Кнорре
- Оператор — Борис Монастирський
- Композитор — Лев Шварц
- Художники — Людмила Блатова, Ігор Бахметьєв